# جرداب
جرداب قرية بحرينية
هي إحدى قرى البحرين الصغيرة في مساحتها، الكبيرة بما تحويه من جمال، وتاريخ وأفعال رجالها السابقين المتميزين بالحكمة، والأخلاق الحميدة، والكرم، ومساعدة أهالي القرى المجاورة.

## الموقع
تقع قرية جرداب في محافظة العاصمة وتحيط بها كل من قرية سند من جهة الجنوب وقرية جد علي وقرية توبلي من الشمال ومدينة عيسى من جهة الغرب ومن جهة الشرق تطل على بحر سترة والنبيه صالح الذي يفصلهما البحر ويسمى ببحر جرداب الذي يشتهر بالثروة السمكية وأشجار القرم ويقترب الآن اكتمال إنشاء جسر يربط قرية جرداب مع سترة
وتشتهر جرداب بالنخيل الباسقات والعيون والابار الارتوازية ومن عيونها : عين الحكيم وعيت المأتم أي لقربها من مأتم جرداب القديم. وكما أنها تشتهر بالزاعة وصيد الأسماك,

## ومن المآتم الحسينية بالمنطقة
وجرداب كغالبية قرى البحرين يقطنها من الطائفة الشيعية الإثني عشرية.، كما يوجد فيهاعدة مآتم منها:
1) مأتم جرداب ( مأتم جرداب القديم أو مأتم مدن).. وهو المأتم الذي كان يشمل جميع أهالي قرية جرداب والمأتم بجانب منزل عائلة مدن القديم ويقيمة الحاج عبد الله بن مدن واخوانة وأهالي القرية من المومنين.
وكان يمتاز المآتم بموقعة بجانب المسجد والعين التي كانت تخدم القرية.
2) مأتم جرداب الشمالي.. وهو ثاني ماتم تم بناءه عن طريق الحاج عبد العزيز الجردابي.
3)ماتم الزهراء وهو من أحد مأتم النساء الرسميين في قرية جرداب.

## أشهر مساجد المنطقة
وأيضا يوجد بها مسجد الشيخ خميس الذي يقع في وسط القرية، ويعد الأقدم في القرية والأكبر.
وهنالك مساجد قديمة هدمت ومنها..
1. مسجد الثمن
2. مسجد البطيخ

## المؤسسات الأجتماعية والثقافية
1)جمعية جرداب الاجتماعية الخيرية (صندوق سند وجرداب الخيري فرع جرداب ) سابقاً وتم تأسيسة عام 1993م.
2)مركز جرداب الثقافي والرياضي
3)هيئة المسجد الشيخ خميس
4)هيئة موكب عزاء جرداب
1. ↑  GeoNames (بالإنجليزية), 2005, QID:Q830106